# Maxime Collignon
Léon Maxime Collignon, född den 9 november 1849 in Verdun, död den 15 oktober 1917 i Paris, var en fransk arkeolog och konsthistoriker.
Collignon arbetade länge vid den franska skolan i Aten och var på sin tid den flitigaste författaren inom den grekiska konstens område. Senare blev han professor vid Sorbonne. Han utgav bland annat monografier över Fidias, Lysippos med flera samt de stora arbetena Histoire de la sculpture grecque (2 band, 1892–1897) och Catalogue des vases peints du Musée national d'Athènes (tillsammans med Louis Couve, 1902–1904, supplement av Georges Nicole 1911), samt Les statues funéraires dans l'art grec (1911).